# Arbulag járás
Arbulag járás (mongol nyelven: Арбулаг сум) Mongólia Hövszgöl tartományának egyik járása. Területe 3700 km². Népessége kb. 3100 fő.
Székhelye Mandal (Мандал), mely 71 km-re fekszik Mörön tartományi székhelytől.